# Ԅ
Komi Zje (Ԅ ԅ, chữ nghiêng: Ԅ ԅ) là một chữ cái trong bảng chữ cái Molodtsov, một biến thể của bảng chữ cái Kirin. Nó chỉ được sử dụng trong chữ viết của tiếng Komi.
Cách phát âm của chữ cái này là [zʲ].

## Các chữ cái liên quan và các ký tự tương tự khác
- З́ з́: Chữ Kirin Zje
- З з: Chữ Kirin Ze

## Mã máy tính
| Kí tự               | Ԅ                                | Ԅ                                | ԅ                              | ԅ                              |
| ------------------- | -------------------------------- | -------------------------------- | ------------------------------ | ------------------------------ |
| Tên Unicode         | CYRILLIC CAPITAL LETTER KOMI ZJE | CYRILLIC CAPITAL LETTER KOMI ZJE | CYRILLIC SMALL LETTER KOMI ZJE | CYRILLIC SMALL LETTER KOMI ZJE |
| Mã hóa ký tự        | decimal                          | hex                              | decimal                        | hex                            |
| Unicode             | 1284                             | U+0504                           | 1285                           | U+0505                         |
| UTF-8               | 212 132                          | D4 84                            | 212 133                        | D4 85                          |
| Tham chiếu ký tự số | &#1284;                          | &#x504;                          | &#1285;                        | &#x505;                        |